# Artemisia anethifolia
Artemisia anethifolia là một loài thực vật có hoa trong họ Cúc. Loài này được Weber ex Stechm. mô tả khoa học đầu tiên năm 1775.